# Eudes III av Burgund
Eudes III av Burgund, född 1166, död 1218, var regerande hertig av Burgund från 1192 till 1218. 